# Typ Unity
Der Typ Unity, auch Unity-Klasse ist ein Liberty-Ersatzschiffstyp, welcher Ende der 1960er Jahre von der Werft Cockerill in Hoboken, Belgien als Ersatz für die damals alternde Flotte der Liberty-Frachter und Victory-Schiffe entwickelt wurde.

## Einzelheiten
In der zweiten Hälfte der 1960er Jahre wurden weltweit verschiedene Schiffstypen als Ersatz für die noch im Einsatz befindlichen Liberty- und Victory-Standardfrachter sowie einige andere während des Zweiten Weltkriegs gebauten Frachtschiffe in der damaligen Welthandelsflotte angeboten, die sich an Zwischendeckern mit eigenem Ladegeschirr und ca. 14.000 Tonnen Tragfähigkeit orientierten. Serien, wie beispielsweise SD-14, Freedom oder German Liberty waren  besonders erfolgreich, andere, wie beispielsweise der Typ Pioneer oder der Typ Unity erreichten aber nur geringere Auflagen.
Entwickelt wurde der Schiffstyp Ende der 1960er Jahre vom Amsterdamer Schiffsingenieurbüro Sea Transport Engineering, einer gemeinsamen Tochtergesellschaft der Reederei Koninklijke Nederlandsche Stoomboot Maatschappij und des Motorenherstellers Stork/Werkspoor. Der zunächst vorgestellte Entwurf sah eine Aufteilung mit drei Laderäumen und vier Luken vor, und einem Laderaum und einer Luke hinter den etwa zu sieben Achtel achtern angeordneten Aufbauten vor. Die letztlich von der belgischen Cockerill-Werft gebauten Unity-Schiffe hatten vier Laderäume mit Zwischendeck, vier Luken und einem Rauminhalt von 22.495 m³ (Schüttgut) beziehungsweise 20.787 m³ (Stückgut). Drei der Laderäume lagen vor, ein Laderaum hinter den etwa dreiviertel achtern angeordneten Aufbauten. Als eigenes Ladegeschirr standen bei den ersten sechs Bauten 16 Ladebäume mit 3/5 Tonnen zur Verfügung, bei den zwei Nachbauten wurden diese durch ein Stülcken-Schwergutgeschirr ergänzt.
Die ersten sechs Schiffe des Typs, Mosa Pijade, Sibenik, Marko Oreskovic, Matija Ivanic, Promina und Matija Gubec, wurden 1969/70 für die jugoslawische Reederei Jadranska Slobodna Plovidba in Split gebaut.
1979, nahezu zehn Jahre darauf lieferte Cockerill weitere zwei Schiffe, welche mit schwererem Ladegeschirr ausgerüstet waren, Balder Antwerpen und Balder Gent ab. Die beiden Schiffe waren ursprünglich von der Reederei Scaldis in Auftrag gegeben worden, die aber vor Fertigstellung bankrottging. Die Werft vollendete die Schiffe auf eigene Rechnung und gab diese in die eigens für diese Schiffe neugegründete Charterreederei Bulk Chartering. Der eigentliche Betrieb lag in den Händen der norwegischen Reederei Parley Augustsson. Fünf Jahre später ging auch Bulk Chartering in Konkurs und die beiden Schiffe wurden von der Reederei Vroon aus Breskens ersteigert.

## Die Schiffe (Auswahl)
| Typ Unity        | Typ Unity      | Typ Unity | Typ Unity  | Typ Unity                       | Typ Unity         | Typ Unity |
| Schiffsname      | Typ            | Baunummer | IMO-Nummer | Stapellauf/ Ablieferung         | Auftraggeber      | Umbenennungen und Verbleib |
| ---------------- | -------------- | --------- | ---------- | ------------------------------- | ----------------- | --- |
| Moša Pijade      | Unity          | 843       | 6915245    | 12. April 1969/ Juni 1969       | Jadroplov         | 1988 Lake Superior, 1991 Remich, Abbruch ab 7. Februar 1992 bei Y.S.Investment in Alang                                                     |
| Sibenik          | Unity          | 844       | 6912267    | 18. März 1969/ -                | Jadroplov         | 1987 Ionian Hope, 1990 Argo Hope, 1991 Largo, 1992 Despina A., Abbruch ab 20. August 1994 in Alang                                          |
| Marko Oreškovic  | Unity          | 845       | 6924301    | 31. Juli 1969/ September 1969   | Jadroplov         | Abbruch ab 25. Februar 1987 bei Imran Shipbreaking Company in Gadani                                                                        |
| Matija Ivanic    | Unity          | 846       | 6930427    | 24. Oktober 1969/ Dezember 1969 | Jadroplov         | 1987 Ivan, 1988 Mild Extend, 1991 Mild, Abbruch ab 26. Februar 1992 bei Swastik Enterprise in Kalkutta                                      |
| Promina          | Unity          | 847       | 7004160    | 22. November 1969/ -            | Jadroplov         | 1987 Mina, am 3. Dezember 1987 bei Gibraltar mit der Isocardia kollidiert, ab 30. Januar 1988 bei Gemi Sokum Ticaret in Aliağa verschrottet |
| Matija Gubec     | Unity          | 848       | 7027277    | 12. August 1970/ -              | Jadroplov         | 1989 Lake Erie, 1990 Neri, 1991 Marabou, 1994 Yiannis Z, 1994 Kellys Mark, etwa 2001/02 gelöscht                                            |
| Balder Antwerpen | Unity-Variante | 885       | 7604817    | 1979                            | Parley Augustsson | 1985 Maginoo Express, 1985 Tara, 1992 Rio G., 2001 Prime 1, 2002 Marine Trader, Abbruch 2005 in Pakistan                                    |
| Balder Gent      | Unity-Variante | 886       | 7604829    | 1979                            | Parley Augustsson | 1985 Magiting Express, 1985 Virpazar 1992 Moa, 2001 Safyas, Abbruch ab 1997 in Alang                                                        |